# Curimopsis moosilauke
Curimopsis moosilauke är en skalbaggsart som beskrevs av Johnson 1986. Curimopsis moosilauke ingår i släktet Curimopsis och familjen kulbaggar. Inga underarter finns listade i Catalogue of Life.